# Joachim Holce
Joachim Holce (ur. 1683 w Strzmielach, zm. 16 lutego 1742 w Bobolicach) – niemiecki teolog, pedagog i pastor, autor kilku prac teologicznych i członek zagraniczny Königlich Preußischen Sozietät der Wissenschaften.
Joachim Holce, także Joachim Holtze lub Joachimus Holce, był synem pastora. Jego ojciec Philipp Holce był pastorem w Strzmielach.

## Kariera
- Nauka w Collegium Groeningianum w Stargardzie
- Od 1698 nauka w Latina August Hermann Francke w Halle (Saale)
- Od 1700 studia na Uniwersytecie w Wittenberdze
- W latach 1703 do 1705 studia na Uniwersytecie w Królewcu
- W 1714 został profesorem matematyki i elokwencji[3] w Collegium Groeningianum, swojej starej szkole.
- Od 1722 piastował także nowo utworzone stanowisko kaznodziei więziennego w Stargardzie[4]
- W 1725 przeniósł się do Bublitz jako pastor i prepozytor, gdzie zmarł w 1742 r.
- W 1725 zostaje członkiem zagranicznym Königlich Preußischen Sozietät der Wissenschaften jako autor kilku prac teologicznych